# Hemiglyphidodon plagiometopon
Hemiglyphidodon plagiometopon là loài cá biển duy nhất thuộc chi Hemiglyphidodon (phân họ Pomacentrinae) trong họ Cá thia. Loài này được mô tả lần đầu tiên vào năm 1852.

## Từ nguyên
Tiền tố hēmi trong từ hemiglyphidodon bắt nguồn từ ἡμι trong tiếng Hy Lạp cổ đại mang nghĩa là "một nửa", vì chi này được đề xuất là một phân chi của Glyphidodon (đồng nghĩa của Abudefduf).
Từ định danh plagiometopon được ghép bởi hai âm tiết trong tiếng Hy Lạp cổ đại, plágios (πλάγιος, "xiên, nghiêng") và métōpon (μέτωπον, "trán"), vì loài cá này được mô tả là "rất xiên ở nét mặt bên".

## Phạm vi phân bố và môi trường sống
Từ tỉnh Phuket (Thái Lan), phạm vi của H. plagiometopon trải dài đến vùng biển các nước Đông Nam Á ở Thái Bình Dương, xa nhất ở phía đông đến New Britain và quần đảo Solomon, ngược lên phía bắc đến Trung Quốc, giới hạn phía nam đến Tây Úc và các đảo san hô ngoài khơi, cũng như một phần phía bắc rạn san hô Great Barrier.
Ở Việt Nam, H. plagiometopon được ghi nhận tại quần đảo An Thới (Phú Quốc), Nha Trang và vịnh Vân Phong (Khánh Hòa), Phú Yên, Bình Thuận, Ninh Thuận, cù lao Chàm (Quảng Nam), quần đảo Cát Bà (Quảng Ninh), Côn Đảo cũng như hai quần đảo Trường Sa và quần đảo Hoàng Sa.
H. plagiometopon sống tập trung gần các rạn san hô ven bờ (thường là san hô nhánh) và trong đầm phá ở độ sâu đến tối thiểu là 20 m.

## Mô tả
Chiều dài lớn nhất được ghi nhận ở H. plagiometopon là 22 cm. H. plagiometopon có màu nâu, sẫm màu hơn ở thân sau và các vây. Vùng đầu có thể có màu nâu cam nhạt. Cá con có màu xanh xám ở thân trước và đầu với nhiều chấm màu xanh lam ánh kim (tập trung dày đặc ở đầu), chuyển thành vàng ở toàn bộ phần thân còn lại. Vây lưng có một đốm đen lớn ở phía sau.
Số gai ở vây lưng là 13; Số tia vây ở vây lưng là từ 14–15; Số gai ở vây hậu môn là 2; Số tia vây ở vây hậu môn là từ 14–15; Số tia vây ở vây ngực là từ 16–17; Số gai ở vây bụng là 1; Số tia vây ở vây bụng là 5; Số lược mang là từ 65–85. Đây là loài duy nhất có số lược mang nhiều nhất trong họ (>65 ở vòm mang thứ nhất của H. plagiometopon so với <40 ở các loài cá thia còn lại).

## Sinh thái học
Thức ăn của H. plagiometopon chủ yếu là tảo, nhưng cũng bao gồm một ít các loài giun nhiều tơ, động vật giáp xác và trùng lỗ. H. plagiometopon ăn tảo trong khu vực lãnh thổ của nó, mặc dù có bằng chứng cho thấy rằng, chúng ăn các vụn hữu cơ tích tụ trên tảo chứ không phải bản thân tảo.
Cá đực có tập tính bảo vệ và chăm sóc trứng; trứng bám chặt vào nền tổ.